# Macquarie-szigeti kutató állomás

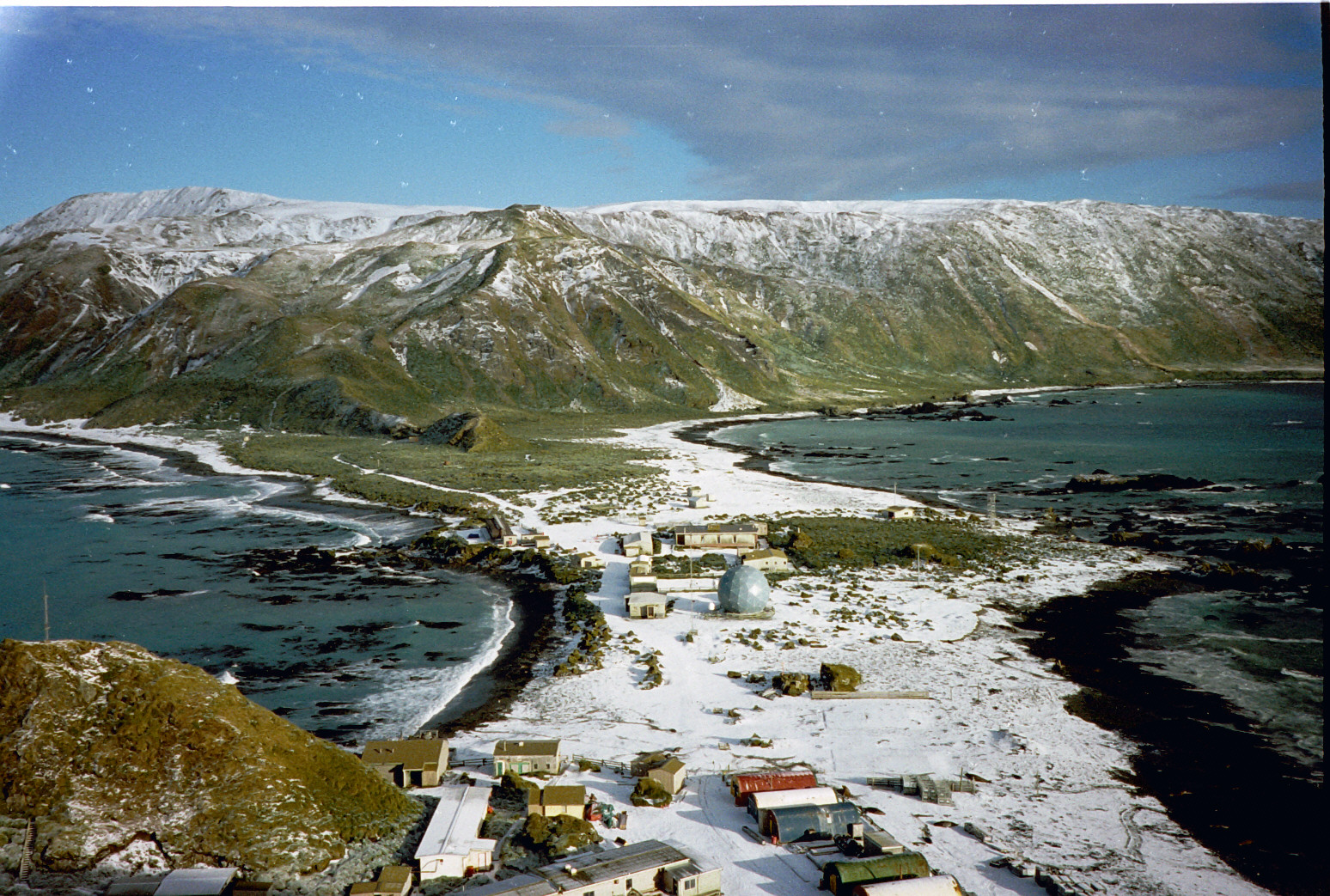
Macquarie-szigeti Kutatóállomás

A Macquarie-szigeti Kutatóállomás (Macquarie-sziget Station), helyi elnevezéssel Macca állandó személyzettel működő ausztrál subantarctic kutatási bázis a Macquarie-szigeten, félúton található Ausztrália és az Antarktisz között. Az állomás bázisa Wireless Hill, a földszoros északi végén két öböl között található.

## Története
Az állomást 1911-ben nyitották meg a Douglas Mawson az által létrehozott alapból. Az állomás élén George Ainsworth meteorológussal. Az expedíció részeként létrehoztak egy rádióállomást is az expedíció Commonwealth-öbölben levő fő antarktiszi Cape Denison bázisa és tasmaniai Hobart között. 1948-tól az Ausztrál Nemzeti Antarktisz kutatóutak alkalmával használták a bázist tudományos célokra. Ezt most az ausztrál antarktiszi osztály működteti. A szigeten folyó tudományos kutatás célja a biológia, földtudományok, meteorológia és az emberi környezetre gyakorolt hatások kutatása, a Macquarie-sziget madárvilága, így a vadgazdálkodás is kutatási célja a projektnek.

## A kutatóállomás épületei
Az állomás különböző célú épületeinek kezdetei az 1950-es évekre nyúlnak vissza; Sleeping Aurora Dongas (SAD), Hasselborough Ház, Cumpston Cottage, stb. Az épületekhez konyha és orvosi rendelő csatlakozik. A tárolást a központi raktár és egy nagy területen fészer áruház biztosítja. A különböző szakmáknak saját műhelyük van. A fő- és készenléti erőmű a villamos energiát biztosítja.